# Bonno soku bodai
Bonno soku bodai è il nono album del cantautore italiano Alan Sorrenti, pubblicato dall'etichetta discografica WEA nel 1987.
Viene messo in commercio dopo cinque anni di silenzio artistico, e sarebbe trascorso un altro lustro prima del lavoro successivo di Sorrenti.
L'album, disponibile su long playing, musicassetta e compact disc, è prodotto da Corrado Bacchelli, mentre i brani sono interamente composti dall'interprete. Ciascuna delle facciate ha un sottotitolo, rispettivamente Dalle tenebre e Alla luce.
Dal disco viene tratto il singolo Non si nasce mai una volta sola/Vera felicità, mentre il brano Mia thai esce come lato B del disco contenente Come per miracolo, che l'artista presenta al Festival di Sanremo 1988 e che si classifica alla ventiseiesima ed ultima posizione nella sezione "Big".
Il titolo dell'album, che significa letteralmente "i desideri terreni sono illuminazione", deriva da una frase in giapponese del monaco Nichiren, della cui scuola buddhista Alan Sorrenti si dichiara seguace come membro della Soka Gakkai.

## Tracce

### Lato A
1. Non si nasce mai una volta sola
2. Desiderare è legge
3. Tutto e subito
4. Il volto più inquietante dell'amore

### Lato B
1. Fuori dal buio
2. Creature celesti
3. Mia thai
4. Vera felicità

## Formazione
- Alan Sorrenti – voce
- Davide Romani – basso
- Paolo Gianolio – chitarra
- Nico Marzigliano – programmazione
- Euro Ferrari – tastiera
- Giorgio Cavalli – chitarra
- Mario Neri – pianoforte
- Stefano Galante – tastiera, cori
- Alan King – sax
- Angela Parisi, Natasha King, Antonella Melone, Antonella Pepe, Fawzia Selama – cori